# Bogouiné
Bogouiné  è una città e sottoprefettura della Costa d'Avorio appartenente al dipartimento di Man. Conta una popolazione di 15 172 abitanti (censimento 2014).